# Resolutie 1130 Veiligheidsraad Verenigde Naties
Resolutie 1130 van de Veiligheidsraad van de Verenigde Naties, een resolutie over Angola, werd unaniem door de
VN-Veiligheidsraad aangenomen op 29 september 1997. De resolutie stelde de eerdere beslissing om sancties op te leggen tegen rebellenbeweging UNITA uit.

## Achtergrond
Nadat Angola in 1975 onafhankelijk was geworden van Portugal keerden de verschillende onafhankelijkheidsbewegingen zich tegen elkaar om de macht. Onder meer Zuid-Afrika en Cuba bemoeiden zich in de burgeroorlog, tot ze zich in 1988 terugtrokken. De VN-missie UNAVEM I zag toe op het vertrek van de Cubanen. Een staakt-het-vuren volgde in 1990, en hiervoor werd de UNAVEM II-missie gestuurd. In 1991 werden akkoorden gesloten om democratische verkiezingen te houden die eveneens door UNAVEM II zouden worden waargenomen.

## Inhoud
De Veiligheidsraad:
- Herinnert aan resolutie 696 en volgende, waarvan in het bijzonder resolutie 1127.
- Neemt nota van het rapport van secretaris-generaal Kofi Annan en de door UNITA ondernomen stappen.
- Handelt onder Hoofdstuk VII van het Handvest van de Verenigde Naties.

1. Benadrukt dat UNITA moet voldoen aan alle verplichtingen in resolutie 1127.
2. Besluit de vankrachtwording van de maatregelen in resolutie 1127 uit te stellen tot 30 oktober.
3. Is klaar die maatregelen te herzien of bijkomende maatregelen te overwegen.
4. Besluit actief op de hoogte te blijven.

## Verwante resoluties
- Resolutie 1118 Veiligheidsraad Verenigde Naties
- Resolutie 1127 Veiligheidsraad Verenigde Naties
- Resolutie 1135 Veiligheidsraad Verenigde Naties
- Resolutie 1149 Veiligheidsraad Verenigde Naties (1998)

Lijst ·  1093 ·  1094 ·  1095 ·  1096 ·  1097 ·  1098 ·  1099 ·  1100 ·  1101 ·  1102 ·  1103 ·  1104 ·  1105 ·  1106 ·  1107 ·  1108 ·  1109 ·  1110 ·  1111 ·  1112 ·  1113 ·  1114 ·  1115 ·  1116 ·  1117 ·  1118 ·  1119 ·  1120 ·  1121 ·  1122 ·  1123 ·  1124 ·  1125 ·  1126 ·  1127 ·  1128 ·  1129 ·  1130 ·  1131 ·  1132 ·  1133 ·  1134 ·  1135 ·  1136 ·  1137 ·  1138 ·  1139 ·  1140 ·  1141 ·  1142 ·  1143 ·  1144 ·  1145 ·  1146